# Titanus giganteus

Titanus giganteus

El escarabajo titán (Titanus giganteus) es una especie de insecto coleóptero de la familia Cerambycidae, la única especie del género Titanus. Es la especie más grande conocida de su familia y uno de los insectos de mayor tamaño en la actualidad, alcanzando los machos hasta 17 cm de largo. Se localiza en la zona de la Amazonia, en los bosques lluviosos de Venezuela, Colombia, Ecuador, Perú, las Guayanas y el centro-norte de Brasil. A la fecha, muy pocas hembras de este coleóptero han podido ser atrapadas, ya que su comportamiento es muy discreto, siendo prácticamente desconocidos sus hábitos. No se han encontrado todavía larvas de esta rara especie. Se cree que pueden vivir en madera podrida y que deben medir unos 30 cm de largo y 5 cm de ancho.
Sus mandíbulas pueden cortar un lápiz, así como la piel humana. Los machos adultos no se alimentan, solo usan las mandíbulas para defenderse o para aparearse. Son atraídos por luces brillantes en la oscuridad. No pueden despegar desde el suelo, por lo que tienen que subir a los árboles para poder volar.
Hay una extensa secuencia hacia el final del documental de la BBC "Vida en miniatura" (Life in the Undergrowth, en la versión lanzada en el Reino Unido) de sir David Attenborough donde se muestra una expedición que logra cazar un espécimen y llevarlo a la Universidad de Oxford, donde fue cuidado hasta su muerte: se trataba de un macho, que no come.
Para su desarrollo, el escarabajo perfora en los troncos un agujero de aproximadamente 2 pulgadas de ancho por 30 cm de largo; pueden tardar varios años en llegar a su tamaño completo.
Los adultos lanzan un silbido de advertencia cuando se sienten amenazados. Para atacar, cuentan con espinas afiladas y unas fuertes mandíbulas.